# Haagsche tunnels
De Haagsche tunnels zijn aangelegd door de gemeente Den Haag. In 2000 heeft de gemeente een eerste tunnel geopend rond Den Haag Centraal, de Koningstunnel. Door de komst van de eerste tunnel kreeg de oude bediencentrale Semafoor op Scheveningen de taak om de tunnel te beveiligen. In 2008 kreeg de bediencentrale een tweede tunnel in beheer, de Hubertustunnel. 

## Nieuwe bediencentrale
De toenmalige bediencentrale Semafoor was ontworpen voor scheepvaartbeleiding en in 1953 gebouwd. Door een uitgebreider takenpakket, zoals het bedienen van pollers en beheren van tunnels, werd de centrale al snel te klein. De centrale is daarom gesloopt en vervangen door nieuwbouw. De nieuwe bediencentrale is gebouwd in de vorm van een schip. De Haagsche tunnels werden in de tussentijd bediend vanuit het gebouw bij de Victory Boogie Woogietunnel. De nieuwe bediencentrale beheert alle tunnels en pollers op verzoek van vergunninghouders.

## Lijst van tunnels
| Naam                        | Opening | Stadsroute |
| --------------------------- | ------- | ---------- |
| Koningstunnel               | 2000    |            |
| Hubertustunnel              | 2008    |            |
| Victory Boogie Woogietunnel | 2021    |            |

 Den Haag ·   ·  ·  · · ·  ·  ·  ·  ·  ·  

 Haagsche tunnels: Koningstunnel · Hubertustunnel · Victory Boogie Woogietunnel